# Gérard Dionne
Gérard Dionne (ur. 19 czerwca 1919 w Saint-Basile, zm. 13 maja 2020 w Edmundston) – kanadyjski duchowny rzymskokatolicki, w latach 1983–1993 biskup Edmundston.

## Życiorys
Święcenia kapłańskie przyjął 1 maja 1948. 29 stycznia 1975 został prekonizowany biskupem pomocniczym Sault Sainte Marie ze stolicą tytularną Garba. Sakrę biskupią otrzymał 8 kwietnia 1975. 23 listopada 1983 został mianowany biskupem Edmundston, ingres odbył się 23 stycznia 1984. 20 października 1993 zrezygnował z urzędu.